# Drona
Drona est un personnage de l'épopée de l'hindouisme : le Mahabharata. Il est brahmane de naissance et devient le professeur des deux familles rivales les Pandavas et les Kauravas avant leur conflit. Il combattra pour ces derniers mais sera finalement tué.